# سیم (موسیقی)

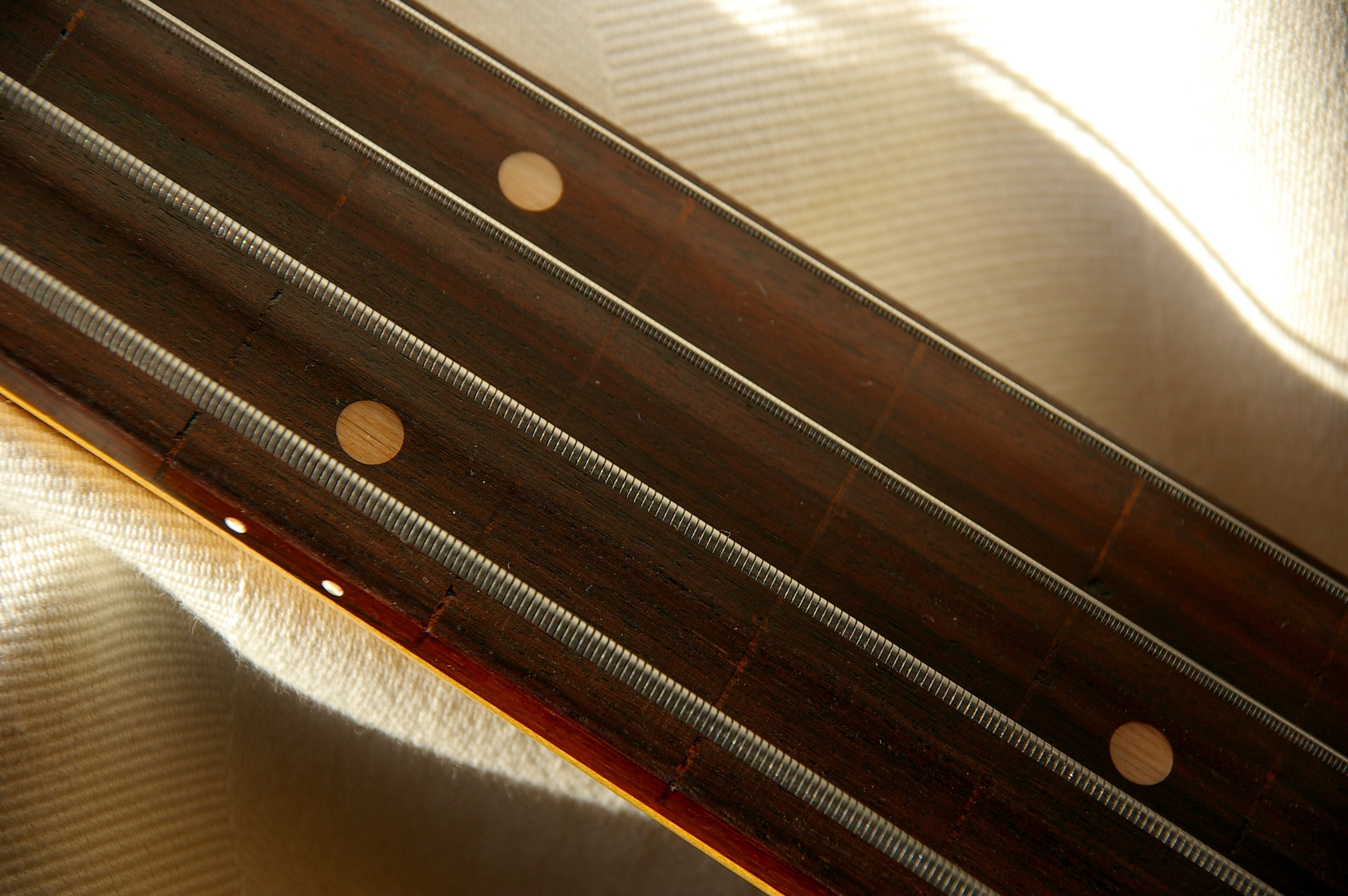
سیم‌های یک گیتار باس بدون پرده (بدون فرت)

سیم قطعه‌ای نوسان‌دار در یک ساز موسیقی است که از لرزش آن صدا تولید می‌شود. نمونه‌هایی از سازهایی که سیم دارند عبارتند از سازهای زهی نظیر گیتار و پیانو، و سازهای خانواده ویولون.
سیم ساز معمولاً در حالت کشش قرار دارد به شکلی که به صورت کنترل‌شده قابلیت تحرک داشته باشد.